# Karl Schroeder (Mediziner)

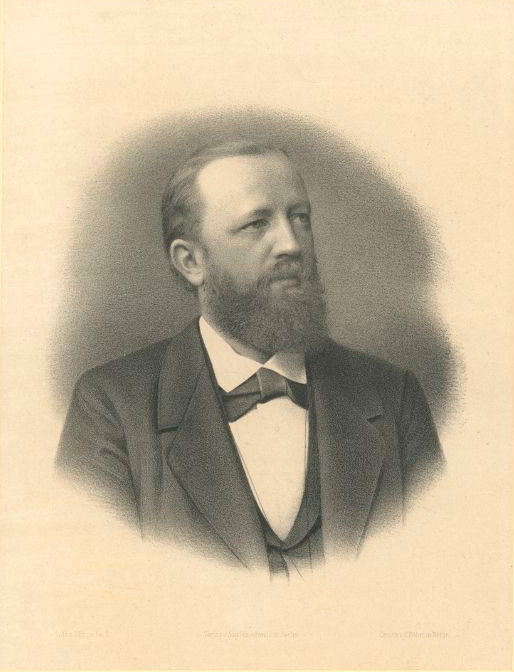
Karl Schroeder. Lithographie von Georg Engelbach

Karl Ernst Friedrich Schroeder, auch Carl, mitunter fälschlich Carl Ernst Ludwig, auch Schröder (* 11. September 1838 in Neustrelitz; † 7. Februar 1887 in Berlin) war ein deutscher Gynäkologe und Geburtshelfer.

## Leben
Karl Schroeder wurde als Sohn des Rektors der Höheren Mädchenschule Neustrelitz, Adolf (Friedrich) Schroeder (1792–1852), geboren und am 1. Oktober 1838 in der dortigen Stadtkirchengemeinde auf den Namen Carl Ernst Friedrich Schroeder getauft. Bis zum Herbst 1858 besuchte er das dortige Gymnasium Carolinum und studierte anschließend an den Universitäten Würzburg und Rostock Medizin. In Würzburg wurde er Mitglied des Corps Nassovia. Er leitete 1862 für den Würzburger Senioren-Convent als Vorort des KSCV den Congress des Kösener Senioren-Convents-Verbandes.
Nach Abschluss seines Studiums wurde er in Rostock am 15. Januar 1864 zum Dr. med. promoviert. Er nahm dann eine Assistentenstelle bei Theodor Thierfelder an. Von seinem ursprünglichen Vorhaben, sich als praktischer Arzt niederzulassen, rückte er ab, als der Gynäkologe Gustav Veit (1828–1903) ihn aufforderte, ihn nach Bonn zu begleiten. Veit hatte zuvor einen Ruf an die Rheinische Friedrich-Wilhelms-Universität Bonn erhalten. Nachdem er im März 1864 nach Bonn gewechselt war, wandte er sich dort der Gynäkologie und Geburtshilfe zu. Seit 1866 für Gynäkologie habilitiert,  wurde er zwei Jahre als außerordentlicher Professor an die Friedrich-Alexander-Universität Erlangen-Nürnberg berufen. Im Jahr 1869 wurde Schroeder dort als Nachfolger von Eugen Rosshirt (1795–1872) Ordinarius. Bis 1876 war er Leiter der Erlangener Universitäts-Frauenklinik. Dann folgte er dem Ruf der Charité nach Berlin. Die dortige Frauenklinik leitete Karl Schroeder als Nachfolger Eduard Arnold Martins bis zu seinem Tod. 
Mit seiner Frau Anna geb. Busch hatte Schroeder zehn Kinder. Er starb 1887 im Alter von 48 Jahren in Berlin und wurde auf dem Alten St.-Matthäus-Kirchhof in Schöneberg beigesetzt. Das Grab ist nicht erhalten.

## Wirken
In Erlangen setzte unter Schroeder der Wandel der geburtshilflichen Einrichtung zu einer Frauenklinik ein, da erstmals vier Betten ausschließlich für gynäkologische Patientinnen reserviert wurden. Schroeder setzte sich auch erfolgreich für einen Klinikneubau ein und begründete 1874 die vierte Hebammenschule Bayerns an der Erlangener Frauenklinik. Gleichzeitig betätigte er sich als Autor, sein erstes Lehrbuch, das Lehrbuch der Geburthülfe, erschien 1870, ein Handbuch der Krankheiten der weiblichen Geschlechtsorgane folgte 1874. Beide Bücher waren sehr erfolgreich und wurden bis in die 1920er Jahre fortgeführt. Gemeinsam mit Louis Mayer (1829–1890) und Heinrich Fasbender (* 1843) gab er die Zeitschrift für Geburtshülfe und Gynäkologie heraus, in der zahlreiche seiner Beiträge erschienen.
Schroeders Wirken in der chirurgischen Gynäkologie wurde durch die zu dieser Zeit von Joseph Lister in die Chirurgie eingebrachten antiseptischen Maßnahmen begünstigt. Von 1876 bis 1878 waren er und Alfred Hegar erfolgreich bei der abdominellen Fibromoperation. Als Operateur führte Schroeder unter anderem vaginale Totalexstirpationen bei Korpuskarzinomen (1880) und Totalexstirpationen bei Vaginalkarzinomen (1883) durch. Sein Berliner Mitarbeiter Carl Ruge (1846–1926) arbeitete parallel an der gynäkologischen Histopathologie und der Früherkennung von Uteruskarzinomen.
In Berlin setzte sich Karl Schroeder für den Neubau einer Frauenklinik unter Berücksichtigung zeitgenössischer Erkenntnisse zur Verbesserung der Hygiene ein. Die neue Klinik wurde 1881 eingeweiht und vereinte Gynäkologie und Geburtshilfe in einem Haus.

## Ehrung
Am 27. Mai 1888 wurde in einer eigens eingerichteten „Ehrenhalle“ im Kreuzgang der Königlichen Entbindungsanstalt Berlin (Artilleriestraße) eine Marmorbüste des Verehrten enthüllt. Die Büste ist ein Werk des Bildhauers Martin Wolff.

## Schriften
- Lehrbuch der Geburtshülfe. Cohen, Bonn 1893 (Digitalisat).
- Krankheiten der weiblichen Geschlechtsorgane. In: Hugo von Ziemssen: Handbuch der speciellen Pathologie und Therapie. Bd. 10. Vogel, Leipzig 1874.